# Сакаиты
Сакаиты (монг. сахайт) — средневековое монгольское племя, входившее в состав кереитского племенного объединения.

## Этноним
В переводе «Сборника летописей» Л. А. Хетагурова этноним отражён в формах сакаит, сакиат и сукаит. И. Н. Березин использовал форму сакаит (по его чтению — «сагаит»). Другие формы: сахаит, сахаэт, шакаит, сакият, скаит, сакакит, сахыят.
В «Сокровенном сказании монголов», переведённом на современный монгольский язык, используется форма сахайт. В монгольском переводе «Сборника летописей» Ц. Сүрэнхорлоо этноним отражён в формах сакаит, сакайт и сухайт. В английском переводе У. М. Такстона название отражено в формах saqayit и saqiyat.
Этноним сакаит, возможно, имеет общее происхождение с другим монгольским этнонимом сукан. К этнониму сакаит возводится азербайджанский ойконим и гидроним Сумгаит (Сугаит) (см. Сумгаит, Сумгаит (река)).

## История

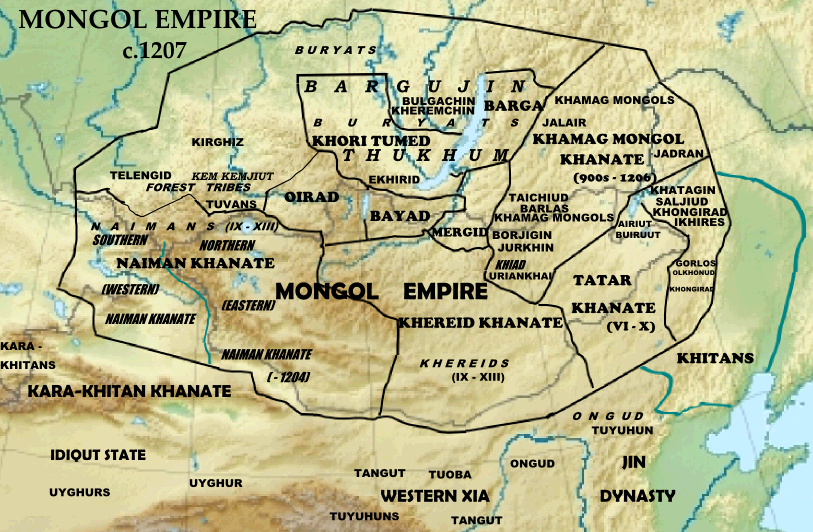
Монгольская империя в 1207 г.

Согласно «Сокровенному сказанию монголов», один курень унчжин-сахаитов присоединился к Тэмуджину после его решения основать собственный улус отдельно от своего побратима Джамухи. «Сборник летописей» упоминает сакаитов в числе племён, поддержавших Чингисхана во время войны с тайджиутами: «то племя присоединилось к Чингиз-хану, и [тем] прибавилось его войско». Форму «сукаит» Л. А. Хетагуров использовал при переводе текста, в котором Рашид ад-Дин перечислял народности, «которых в настоящее время называют монголами». У. М. Такстон в данном фрагменте использовал форму «saqayit».
В переводе «Сокровенного сказания» С. А. Козина термин «унчжин-сахаит» упоминается в качестве родового имени. В других переводах упоминается Унжин из племени Сахайт, который «пришел и стал куренем одним». В переводе Игоря де Рахевильца унчжины и сахаиты упоминаются отдельно: «And the Ünjin and the Saqayit came — also one camp».
Сакаиты участвовали в битве при Далан-Балджутах («битве 13 крыльев»), в которой тринадцать куреней Чингисхана сразились с тринадцатью племенами, объединёнными Джамухой. Сакаиты выступили на стороне Чингисхана и входили в состав девятого крыла (куреня) под предводительством Даритай-отчигина. В состав девятого крыла входили Даритай-отчигин, Хучар, «племя дуклат из [числа] нирунов и племена нукуз-курган, сакаит и иджин из [монгол]-дарлекин». Итоги данной битвы в источниках интерпретируются по-разному. Согласно «Сборнику летописей», победу одержал Чингисхан, согласно «Сокровенному сказанию монголов» — Джамуха.
Согласно «Сборнику летописей», сакаиты входили в состав кереитского племенного объединения. После битвы при Харахалджит-Элетах сакаиты, ранее поддержавшие кереитов, «подчинились и покорились Чингиз-хану и присоединились к нему».
По мнению Б. З. Нанзатова, часть сакаитов проживала в пределах или по соседству с Баргуджин-Токумом в составе хойин-иргэн — группы племён, обитавших на севере Монгольской империи.

## Современность
С сакаитами отождествляется калмыцкий род сохад (сухад), который входит в состав дербетов кости ики-бурул и бузавов. Данное отождествление обосновывают тем, что в генезисе ойратского объединения активное участие приняли кереиты, у которых имелось племя сакаит (сахаэт).
Ряд авторов отождествляет с сакаитами сагайцев в составе хакасов. Племя сахаэт можно увидеть в роде саху каракалпакского племени ашамайлы, считающемся частью кереев. Возможно, самоназвание якутов «саха» генетически восходит к имени «сакаит». Схожие этнонимы имеются у казахов (сакаи — подразделение племени найман), киргизов (племя сайак).